# اچ‌ام‌اس جی۱۱
اچ‌ام‌اس جی۱۱ (به انگلیسی: HMS G11) یک زیردریایی بود که طول آن ۱۸۸ فوت ۸ اینچ (۵۷٫۵۱ متر) بود. این زیردریایی در سال ۱۹۱۶ ساخته شد.